# Combate de Mapachico
El combate de Mapachico fue un enfrentamiento militar librado en 1824 entre las fuerzas realistas y patriotas, con victoria de estas últimas, durante la campaña de Pasto.

## Historia
A mediados de 1824, el jefe guerrillero realista, coronel Agustín Agualongo, planeaba atacar Barbacoas y para ello decidió distraer a sus enemigos en San Juan de Pasto, donde el general José de Jesús Barreto y el coronel Juan José Flores mandaban una poderosa guarnición compuesta de tres batallones, dos compañías sueltas y dos escuadrones, más de 2.000 soldados patriotas. Agualongo ordenó a 200 guerrilleros fingir un ataque a San Juan.
Flores salió a enfrentarlos en las alturas de Mapachico con 300 soldados, rechazando su ataque y destacando en la lucha su vanguardia al mando del oficial Pedro Alcántara Herrán.
Este éxito y la posterior captura del jefe rebelde, el 24 de junio, llevaron a los jefes republicanos a considerar finiquitada la lucha y volvieron a Quito con el grueso del ejército. Flores siempre afirmó que fue una victoria decisiva, pero se le cuestionó desde el primer momento.